# Résultats des ministres lors des élections législatives françaises de 1986
 (juin 2025).
Si vous disposez d'ouvrages ou d'articles de référence ou si vous connaissez des sites web de qualité traitant du thème abordé ici, merci de compléter l'article en donnant les références utiles à sa vérifiabilité et en les liant à la section « Notes et références ».
Cette page regroupe les résultats des ministres lors des élections législatives françaises de 1986.

## Contexte
À la suite de la démission de Pierre Mauroy, Premier ministre depuis le 21 mai 1981, François Mitterrand et Laurent Fabius forment le 17 juillet 1984 un gouvernement de 43 membres. Après les divers remaniements ministériels, celui-ci en compte 41 au 12 mars 1986.
En plus du premier ministre Laurent Fabius, 36 ministres et secrétaires d'État sont candidats.

### Ministres non candidats
Les quatre ministres et secrétaires d'État qui ne se présentent pas sont :
- Hubert Curien, ministre de la Recherche et de la Technologie ;
- Georges Fillioud, secrétaire d'État chargé des Techniques de la Communication ;
- Raymond Courrière, secrétaire d'État chargé des Rapatriés ;
- Haroun Tazieff, secrétaire d'État chargé de la Prévention des risques naturels et technologiques majeurs.

## Résultats
Sur les 37 membres du gouvernement qui se présentent à ce scrutin proportionnel par liste départementale à un tour, seuls Jean Gatel, secrétaire d'État chargé de l'Économie sociale, et Jean-Michel Baylet, secrétaire d'État auprès du ministre des Relations extérieures, ne sont pas réélus.
Avec 42,85 % des suffrages, la liste  « Pour une majorité de progrès avec le président de la République » conduite par Henri Emmanuelli dans les Landes, obtient le meilleur score. Suivent Jean-Pierre Chevènement (Territoire de Belfort) avec 42,46 %, Pierre Bérégovoy (Nièvre) avec 40,80 % et Édith Cresson (Vienne) avec 39,13 %.
Au niveau national, c'est cependant la droite parlementaire (RPR-UDF-CNI et divers droite) qui remporte le scrutin et obtient 290 sièges et 44,84 % des voix. Cette élection est aussi marquée par l'entrée de 35 députés du Front national à l'Assemblée nationale.
Le 20 mars 1986, le président François Mitterrand nomme Jacques Chirac premier ministre et le charge de former un gouvernement. Le même jour, 37 ministres, ministres délégués et secrétaires d'État sont désignés. Pour la première fois sous la Ve République, un président de la République et un premier ministre de tendances politiques divergente doivent cohabiter.

## Tableau détaillé
| Fonction ministérielle                                                                  | Nom                               | Circonscription Position sur la liste | Résultats Sièges obtenus  | Statut              | Statut                       |                           |     |
| --------------------------------------------------------------------------------------- | --------------------------------- | ------------------------------------- | ------------------------- | ------------------- | ---------------------------- | ------------------------- | --- |
| Fonction ministérielle                                                                  | Nom                               | Circonscription Position sur la liste | Premier ministre          | Laurent Fabius (PS) | Seine-Maritime Tête de liste | 35,54 % (5 sièges sur 12) | Élu |
| Ministre d’État chargé du Plan et de l'Aménagement du territoire                        | Gaston Defferre (PS)              | Bouches-du-Rhône Tête de liste        | 25,85 % (5 sièges sur 16) | Élu                 |                              |                           |     |
| Ministre de l'Économie, des Finances et du Budget                                       | Pierre Bérégovoy (PS)             | Nièvre Tête de liste                  | 40,80 % (2 sièges sur 3)  | Élu                 |                              |                           |     |
| Garde des Sceaux, ministre de la Justice                                                | Michel Crépeau (MRG)              | Charente-Maritime Tête de liste       | 35,57 % (2 sièges sur 5)  | Élu                 |                              |                           |     |
| Ministre des Relations extérieures                                                      | Roland Dumas (PS)                 | Dordogne Tête de liste                | 32,69 % (2 sièges sur 4)  | Élu                 |                              |                           |     |
| Ministre de la Défense                                                                  | Paul Quilès (PS)                  | Paris 2e sur 23                       | 31,95 % (8 sièges sur 21) | Élu                 |                              |                           |     |
| Ministre de l'Intérieur et de la Décentralisation                                       | Pierre Joxe (PS)                  | Saône-et-Loire Tête de liste          | 33,97 % (3 sièges sur 6)  | Élu                 |                              |                           |     |
| Ministre de l'Agriculture                                                               | Henri Nallet (PS)                 | Yonne Tête de liste                   | 29,89 % (1 siège sur 3)   | Élu                 |                              |                           |     |
| Ministre du Redéploiement industriel et du Commerce extérieur                           | Édith Cresson (PS)                | Vienne Tête de liste                  | 39,13 % (2 sièges sur 4)  | Élue                |                              |                           |     |
| Ministre de l'Éducation nationale                                                       | Jean-Pierre Chevènement (PS)      | Territoire de Belfort Tête de liste   | 42,46 % (1 siège sur 2)   | Élu                 |                              |                           |     |
| Ministre des Affaires sociales et de la Solidarité nationale                            | Georgina Dufoix (PS)              | Gard Tête de liste                    | 28,84 % (2 sièges sur 5)  | Élue                |                              |                           |     |
| Ministre de l’Urbanisme, du Logement et des Transports                                  | Jean Auroux (PS)                  | Loire Tête de liste                   | 29,87 % (2 sièges sur 7)  | Élu                 |                              |                           |     |
| Ministre du Commerce, de l’Artisanat et du Tourisme                                     | Jean-Marie Bockel (PS)            | Haut-Rhin Tête de liste               | 29,61 % (2 sièges sur 7)  | Élu                 |                              |                           |     |
| Ministre du Travail, de l'Emploi et de la Formation professionnelle                     | Michel Delebarre (PS)             | Nord 5e sur 26                        | 30,01 % (8 sièges sur 24) | Élu                 |                              |                           |     |
| Ministre de l'Environnement                                                             | Huguette Bouchardeau (DVG)        | Doubs 2e sur 7                        | 35,48 % (2 sièges sur 5)  | Élue                |                              |                           |     |
| Ministre de la Culture                                                                  | Jack Lang (PS)                    | Loir-et-Cher Tête de liste            | 37,04 % (1 siège sur 3)   | Élu                 |                              |                           |     |
| Ministre des Droits de la femme                                                         | Yvette Roudy (PS)                 | Calvados 2e sur 8                     | 35,05 % (3 sièges sur 6)  | Élue                |                              |                           |     |
| Ministre des P.T.T.                                                                     | Louis Mexandeau (PS)              | Calvados Tête de liste                | 35,05 % (3 sièges sur 6)  | Élu                 |                              |                           |     |
| Ministre délégué à la Jeunesse et aux Sports                                            | Alain Calmat (PS)                 | Cher Tête de liste                    | 23,76 % (1 siège sur 3)   | Élu                 |                              |                           |     |
| Ministre délégué chargé des Relations avec le Parlement                                 | André Labarrère (PS)              | Pyrénées-Atlantiques Tête de liste    | 37,18 % (3 sièges sur 6)  | Élu                 |                              |                           |     |
| Ministre délégué chargé de la Coopération et du Développement                           | Christian Nucci (PS)              | Isère 2e sur 11                       | 35,61 % (3 sièges sur 9)  | Élu                 |                              |                           |     |
| Ministre délégué chargé de l'Agriculture et de la Forêt                                 | René Souchon (PS)                 | Cantal Tête de liste                  | 35,40 % (1 siège sur 2)   | Élu                 |                              |                           |     |
| Secrétaire d'État auprès du ministre de la Défense                                      | Edwige Avice (PS)                 | Paris 5e sur 23                       | 31,95 % (8 sièges sur 21) | Élue                |                              |                           |     |
| Secrétaire d'État chargé de la Fonction publique et des Simplifications administratives | Jean Le Garrec (PS)               | Nord 2e sur 26                        | 30,01 % (8 sièges sur 24) | Élu                 |                              |                           |     |
| Secrétaire d'État chargé du Budget et de la Consommation                                | Henri Emmanuelli (PS)             | Landes Tête de liste                  | 42,85 % (2 sièges sur 3)  | Élu                 |                              |                           |     |
| Secrétaire d'État chargé des Affaires européennes                                       | Catherine Lalumière (PS)          | Gironde Tête de liste                 | 36,63 % (4 sièges sur 11) | Élue                |                              |                           |     |
| Secrétaire d'État chargé des Retraités et des Personnes âgées                           | Joseph Franceschi (PS)            | Val-de-Marne Tête de liste            | 28,79 % (4 sièges sur 12) | Élu                 |                              |                           |     |
| Secrétaire d'État chargé des Départements et territoires d'outre-mer                    | Georges Lemoine (PS)              | Eure-et-Loir Tête de liste            | 35,03 % (2 sièges sur 4)  | Élu                 |                              |                           |     |
| Secrétaire d’État chargé des Universités                                                | Roger-Gérard Schwartzenberg (MRG) | Val-de-Marne 3e sur 14                | 28,79 % (4 sièges sur 12) | Élu                 |                              |                           |     |
| Secrétaire d'État chargé de l'Économie sociale                                          | Jean Gatel (PS)                   | Vaucluse 2e sur 6                     | 30,11 % (1 siège sur 4)   | Non élu             |                              |                           |     |
| Secrétaire d'État aux Anciens combattants et Victimes de guerre                         | Jean Laurain (PS)                 | Moselle Tête de liste                 | 27,29 % (3 sièges sur 10) | Élu                 |                              |                           |     |
| Secrétaire d'État chargé de l'Énergie                                                   | Martin Malvy (PS)                 | Lot Tête de liste                     | 36,22 % (1 siège sur 2)   | Élu                 |                              |                           |     |
| Secrétaire d'État chargé de la Santé                                                    | Edmond Hervé (PS)                 | Ille-et-Vilaine Tête de liste         | 34,87 % (3 sièges sur 7)  | Élu                 |                              |                           |     |
| Secrétaire d'État auprès du ministre des Relations extérieures                          | Jean-Michel Baylet (MRG)          | Tarn-et-Garonne Tête de liste         | 16,50 % (0 siège sur 2)   | Non élu             |                              |                           |     |
| Secrétaire d'État chargé de l'Enseignement technique et technologique                   | Roland Carraz (PS)                | Côte-d'Or Tête de liste               | 34,44 % (2 sièges sur 5)  | Élu                 |                              |                           |     |
| Secrétaire d'État chargé des Transports                                                 | Charles Josselin (PS)             | Côtes-du-Nord Tête de liste           | 37,87 % (2 sièges sur 5)  | Élu                 |                              |                           |     |
| Secrétaire d'État chargé de la Mer                                                      | Guy Lengagne (PS)                 | Pas-de-Calais 2e sur 16               | 34,35 % (6 sièges sur 14) | Élu                 |                              |                           |     |